# Henrik Gertsen
Henrik Gertsen (død 18. oktober 1368) var biskop for Roskilde Stift.
Der vides ikke noget sikkert om Henrik Gertsen, før han 1350 blev biskop efter Jacob Poulsen. At han blev valgt til dennes efterfølger, skyldes sandsynligvis den beredvillighed, hvormed han 21. november 1350 overlod kong Valdemar Atterdag Københavns Slot og by sammen med sit gods i Serridslev og en mølle for resten af sin (bispens) levetid. Vi finder ham da også bestandig som en trofast ven af kongen, meget anvendt i statssager og meget føjelig over for kongens ønsker. Da Valdemar i 1352 drog til Tyskland, var Henrik Gertsen en af de 5 statholdere, som skulle styre landet i kongens fraværelse. Året efter døbte han Margrethe Valdemarsdatter (den senere Margrete 1.), i 1356 førte han forsædet i den af Valdemar nedsatte kommission, der skulle lave forslag til foranstaltninger af landøkonomisk interesse, i 1357 overdrog han kongen sine besiddelser i Ars Herred, 1362 forhandlede han på kongens vegne i Lübeck, og i 1366 i Stralsund. Sidstnævnte år følte han sig imidlertid så svækket af alderdom og svagelighed, at han fik tilladelse af paven til at antage en præst til medhjælper. Han døde 18. oktober 1368 og blev begravet i Roskilde Domkirke, til hvilken han havde skænket betydeligt gods, samtidig med at han i kirken lod opføre et alter til ære for Sankt Anna. 